# Dactylocythere runki
Dactylocythere runki är en kräftdjursart som först beskrevs av Hobbs 1955.  Dactylocythere runki ingår i släktet Dactylocythere och familjen Entocytheridae. Inga underarter finns listade i Catalogue of Life.